# 段文遂
段文遂（越南語： 1945年—2017年11月）越南民主活动家，曾参与越南南方民族解放阵线和西贡的学生运动，因反政府活动被南越政府囚禁。1975年北越统一越南后在临时政府财政部担任高官，因专业问题与上级发生矛盾被囚禁28个月。1978年5月离开越南前往法国巴黎。1989年在美国加利福尼亚住所附近遭遇枪击。
著作有《越南古拉格》、与張如磉等合著的《与河內分道扬镳: 一个越南官员的回忆录》（A Vietcong Memoir）。